# 日本海縱貫線

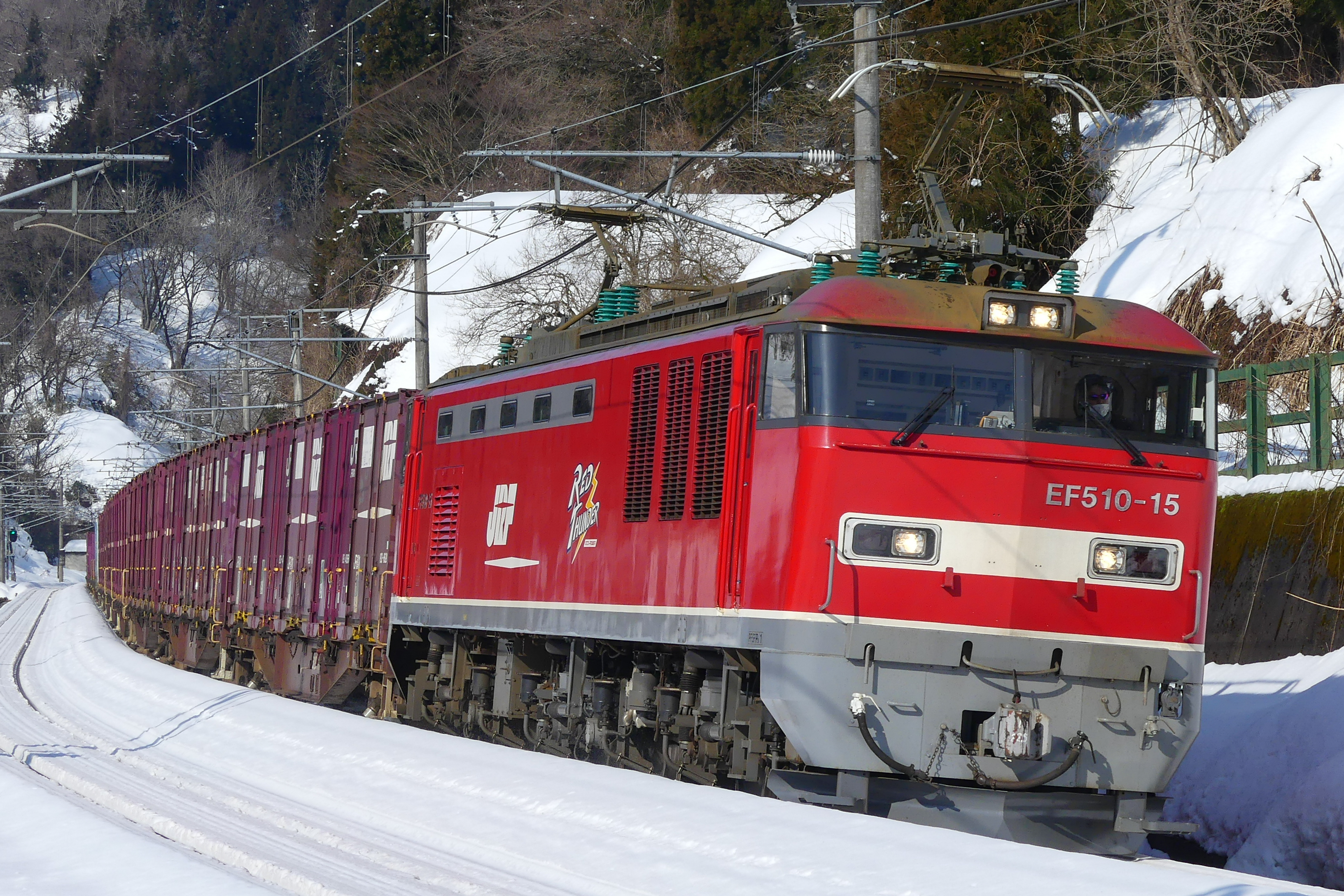

日本海縱貫線是連絡關西地方與東北地方，沿日本海鋪設延伸至青森的日本鐵路線總稱。

## 路線組成
日本海縱貫線主要由下列路線組成：
- 東海道本線（JR京都線、琵琶湖線）的部份路段（大阪車站 - 米原車站）
- 湖西線（山科車站 - 近江鹽津車站）
- 北陸本線（米原車站 - 敦賀車站）
- Hapi-line Fukui線（敦賀車站 - 大聖寺車站）
- IR石川鐵道線（大聖寺車站 - 俱利伽羅車站）
- 愛之風富山鐵道線（倶利伽羅車站 - 市振車站）
- 日本海翡翠線（市振車站 - 直江津車站）
- 信越本線的部份路段（直江津車站 - 新潟車站）
- 白新線（新潟車站 - 新發田車站）
- 羽越本線（新津車站 - 新發田車站 - 秋田車站）
- 奥羽本線的部份路段（秋田車站 - 青森車站）

在青函隧道通車後，有再加入了下列路線，通到札幌車站的說法：
- 津輕線、海峡線、江差線（3線又合稱為津輕海峡線）・
- 函館本線、室蘭本線、千歲線

## 主要列車
目前沒有全程行駛的客車。原本白天行駛於青森大阪間的白鳥號列車，因客源減少，已於2001年3月3日停駛。日本海號臥鋪列車於2012年3月17日後僅在多客期間加班行駛、日暮特快臥鋪列車（トワイライトエクスプレス），已於2015年3月13日起停駛。
JR貨物則有行駛於札幌貨物總站（札幌貨物ターミナル駅）與福岡貨運總站（福岡貨物ターミナル駅）間，日本國內行駛距離最長的貨列一往復使用此路線，全程所需表定時間近37小時。

## 註解
1. ↑  但因北陸新幹線通車，北陸本線及信越本線部份路段已移交三家第三部門鐵道公司營運，本列車形同名存實亡。